# 萨摩亚中央银行
萨摩亚中央银行（简称为CBS）是萨摩亚独立国的中央银行，成立于1984年，总部位于首都阿皮亚。主要负责萨摩亚国家货币萨摩亚塔拉的发行管理，银行利率调控，及商业银行监管等事务。

## 历史
萨摩亚在1962年独立之前，境内民众一贯使用着新西兰银行发行的英镑作为流通货币。而独立后，新货币开始由西萨摩亚银行（Bank of Western Samoa.）发行，这是一家国家政府部分出资的商业银行，该银行还负责着国家货币与外汇的管理事务。到了1970年代早期，政府希望可以更加有条理地控制货币发行，因此需要一个中央银行机构来处理此等事务。于是不久后在1974年颁布了《西萨摩亚货币委员会法案》（Monetary Board of Western Samoa Act of 1974），并于翌年成功设立了西萨摩亚货币委员会（Monetary Board of Western Samoa）。
后来随着萨摩亚国内发展，政府开始希望可以直接发行自己的国家货币，而到了1980年代初期，萨摩亚国内经济遇到极大困难，通货膨胀率接近30%，商业银行利率极高，外汇储备几乎耗尽，财政预算也产生了巨额赤字。这时政府发现国家迫切需要一个更加独立的机构来管理货币政策。
于是到了1984年，政府通过了《萨摩亚中央银行法案》（Central Bank of Samoa Act）设立了萨摩亚中央银行，其承接了原先货币委员会的职能，并开始承担实施货币政策的职能。
不久后1996年《金融机构法案》（Financial Institutions Act 1996）颁发，该法案为中央银行增加了为金融机构颁发许可，及监督商业银行的职能。2000年《洗钱法案》（Money Laundering Act 2000）赋予了中央银行预防洗钱犯罪的权力。2007年《保险法案》（Insurance Act 2007）发布又为其增加了监管保险机构的权力。